# Kaple svatého Antonína Paduánského (Vřesina)
Kaple svatého Antonína Paduánského se nachází v obci Vřesina v okrese Ostrava-město. Kaple byla zapsána do seznamu kulturních památek před rokem 1988.

## Historie
Kaple byla postavena v první polovině 19. století podle vyprávění panem Františkem Tománkem jako poděkování za uchránění její dcery před vojáky během napoleonských válek. Je zasvěcena svatému Antonínu Paduánskému.

## Architektura
Zděná omítaná stavba postavená na obdélném půdorysu zakončená půlkruhovým závěrem zastřešená stanovou střechou. Střecha je zakončena dřevěnou lucernou s cibulovou bání.

## Zvon
Do kaple byl obcí Vřesina pořízen a zavěšen v roce 1904 zvon, který byl ulit pražským zvonařem Arnoštem Diepoldem. Nápis na zvonu:
OBEC  VŘESINA  LP  1904

ULIL  ARNOŠT DIEPOLD ZVONAŘ V PRAZE

SV.  ANTONÍNE,  SV.  FLORIÁNE,  SV.  MIKULÁŠI

ORODUJTE ZA NÁS